# Анапська затока
Анапська затока, або Анапська бухта — затока Чорного моря на Кавказькому узбережжі, формує берегову лінію узбережжя сучасного міста Анапа в Росії. Сучасна бухта є лише частиною колишньої більшої затоки, велика частина якої була замулена наносною діяльністю гірських річок і перетворилася наприкінці 19-го століття на Анапський лиман. Анапський лиман поєднаний із сучасною затокою лише невеликим водотоком із перемінною течією — річкою Анапка, що прорізає Анапский пересип. На даний час в бухті розташовані яхт-клуб і морський порт міста Анапи.

## Географія
Узбережжя Анапської затоки поступово підвищується з півночі на південь, оскільки низинні піщані пляжі висотою 2—3 м поступово переходять у височину з гальковими наносами і уступами висотою до 23 м. Прозорість води також підвищується з півночі на південь. У водах бухти до сьогодні віднаходять рештки давньогрецьких амфор. Південна, поглиблена ділянка затоки, умикається у передгір'я Кавказу, називається Малою бухтою, а її узбережжя — «Високим берегом». Тут розташовані кафе і набережні. У районі гирла річки Анапка розташований Центральний пляж Анапи. Анапська затока має важливе значення для місцевої, а також перелітної орнітофауни. Взимку вода в Анапському лимані зазвичай замерзає, тому до незамерзаючої затоки із заплав перелітають лебеді та інші водоплавні птахи.